# Cara Seymour
Cara Seymour est une actrice anglaise, née le 1er janvier 1964 dans l'Essex.

## Filmographie

### Cinéma
- 1997 : Escape (A Further Gesture) de Robert Dornhelm: Junkie
- 1998 : Vous avez un mess@ge : Gillian Quinn
- 2000 : American Psycho : Christie
- 2000 : Dancer in the Dark : Linda Houston
- 2002 : Adaptation : Amelia Kavan
- 2002 : Gangs of New York : Maggie
- 2004 : Birth : Mme Conte
- 2004 : Hôtel Rwanda : Pat Archer
- 2005 : The Notorious Bettie Page : Maxie
- 2007 : La Famille Savage : Kasia, la jeune Polonaise
- 2008 : The Auteur
- 2009 : Une éducation : Marjorie Mellor, la mère de Jenny
- 2009 : The Greatest : Janis
- 2012 : Jack and Diane de Bradley Rust Gray : la tante Linda
- 2014 : I Origins de Mike Cahill : Dr Jane Simmons
- 2016 : Woman, a Part : Kate
- 2018 : Radium Girls : Wiley Stephens

### Télévision
- 2014-2015 : The Knick (série télévisée) : Sœur Harriet